# Вітамін D
| Кальциферол Вітамін D  | Кальциферол Вітамін D                                          |                              |
| C27H44O                | C27H44O                                                        |                              |
| ---------------------- | -------------------------------------------------------------- | ---------------------------- |
| Тип:                   | жиророзчинний                                                  |                              |
| Користь для організму: | регулювання кальцію та фосфору, кістки та зуби, імунна система |                              |
| Міститься у продуктах: | риба, печінка, яєчний жовток                                   | риба, печінка, яєчний жовток |
| Норми споживання       |                                                                |                              |
| Для дітей (7 років)    | 2,5 мікрограмів                                                |                              |
| Для чоловіків          | 2,5 мікрограмів                                                |                              |
| Для жінок              | 2,5 мікрограмів                                                |                              |

Вітамі́н D має кілька форм. Їх називають кальцифероли і представлені вони переважно у вигляді двох речовин: ергокальциферолу (вітаміну D2), що надходить із дріжджів, та холекальциферолу (вітаміну D3), який отримано із тканин тварин.

## Загальні відомості
До препаратів групи «Вітамін D та аналоги» згідно з міжнародною класифікацією відносять: альфакальцидол, дигідротахистерол, ергокальциферол, кальцитріол, холекальциферол, парикальцитол.
Крім того, існують такі аналоги вітаміну D: доксеркальциферол — doxercalciferol, максакальцитол — maxacalcitol, фалекальцитріол — falecalcitriol.
За недостатності вітамінів групи D, у дітей переважно перших трьох років життя з'являються ознаки рахіту. У дорослих (особливо у вагітних жінок), які мало перебувають на сонці, не вживають достатньо повноцінної їжі, кісткова тканина втрачає кальцій і кістки розм'якшуються. У цих випадках виникає остеопороз. Недостатність вітамінів групи D може розвинутись і у дітей старших трьох років, особливо в періоди інтенсивного росту, якщо їхнє білкове харчування є недостатнім, а також при різких змінах кліматичних умов. Крім того, до розвитку D-вітамінної недостатності ведуть хронічна ниркова недостатність, хвороби печінки, тривалий прийом протисудомних препаратів, синдром мальабсорбції (порушеного всмоктування в кишках) різного генезу.
З низьким рівнем вітаміну D пов'язані захворювання: остеопенія, остеопороз, рахіт, зм'якшення кісткової тканини, часті падіння у пристарілих, хронічний біль, фіброміалгія, деякі хвороби серця, артеріальна гіпертензія, цукровий діабет першого та другого типу, ожиріння, надмірна вага, колоректальний рак, рак простати, рак грудей, рак яєчників, рак селезінки, розсіяний склероз, меланома, псоріаз, спазми м'язів, слабкість м'язів, зниження імунітету, втомлюваність, розлади сну, депресія, подразливість, тривожність, часті зміни настрою.

## Спосіб застосування і дози
В організмі людини обидві ці речовини перетворюються в активні форми вітаміну. Потреба в кальциферолах становить в середньому 100 МО (міжнародних одиниць) на добу. Більшість досліджень показали, що здорова людина щоденно потребує мінімальної дозу вітаміну D в межах 800–1000 МО. Залежно від рівня вітаміну D у крові людини, адекватна щоденна доза вітаміну D може коливатись у межах 2 000—10 000 МО. Але перед вживанням дози вітаміну D вище 2 000 МО необхідно робити аналіз крові на рівень вітаміну D. Передозування вітаміну D не допускається.
Водночас дослідження 2017 року показало, що для досягнення рекомендованого рівня в сироватці крові 25(OH)D 100 нмоль/л (40 нг/мл) інколи необхідні дози вітаміну D, які перевищують 6000 МО/добу, особливо для осіб з надмірною вагою або тих, хто страждає на ожиріння.

## Перетворення
0. Основа — холестерол.
1. Шкіра — (під дією УФ) 7-дегідрохолестерин → холекальциферол
2. Печінка — гідроксикальциферол → 25(ОН) -гідроксикальциферол
3. Нирки — 25-гідроксикальциферол → 1α,25 -дигідроксикальцитріол

## Роль як гормону
Біологічна роль кальциферолів пов'язана з їхньою активною участю в обміні кальцію. Вони стимулюють засвоєння цього елемента з відкладанням його у кістках. Ось чому основним проявом рахіта було розм'якшення кісток.
Підсилює реабсорбцію Ca2+ в нирках і кишках, стимулює синтез транспортних білків для Ca2+ в епітеліоцитах слизової кишки.

## Форми
| Назва      | Хімічна структура                                            | Будова                                         |
| ---------- | ------------------------------------------------------------ | ---------------------------------------------- |
| Вітамін D1 | сполучення ергокальциферолу з люмістеролом, 1:1              |                                                |
| Вітамін D2 | ергокальциферол (або ергостерол)                             | Відмічено подвійний зв'язок зверху посередині. |
| Вітамін D3 | холекальциферол (утворюється з 7-дигідрохолестеролу в шкірі) |                                                |
| Вітамін D4 | 2,2-дигідроергокальциферол                                   |                                                |
| Вітамін D5 | ситокальциферол (або 7-дигідроситостерол)                    |                                                |
| Вітамін D6 | сигма-кальциферол                                            |                                                |